# نور آستغابرد
نور آستغابرد (ارمنی: Նոր Աստղաբերդ) یک سکونتگاه مسکونی در ارمنستان است که در استان سیونیک واقع شده‌است. در ۳۱ کیلومتری شمال‌غرب کاپان، مرکز استان سیونیک واقع شده‌است.

## خصوصیات
نور آستغابرد ۳۷٫۲۶ کیلومترمربع مساحت و ۱۷۲ نفر جمعیت دارد و در ارتفاع متر بالاتر از سطح دریا قرار گرفته‌است.